# Tlacotalpan
Tlacotalpan là một đô thị thuộc bang Veracruz, México. Năm 2005, dân số của đô thị này là 13845 người.